# 連鎖悖論
連鎖悖論（英語：Sorites paradox），又稱堆垛悖論，最早由古希臘的墨伽拉學派哲學家歐布利德斯等人提出的古老悖論。因人類的語言多具有含糊的語詞，所以由一系列正確的推理，卻能得到一個明顯為假的結果。

## 加法型態

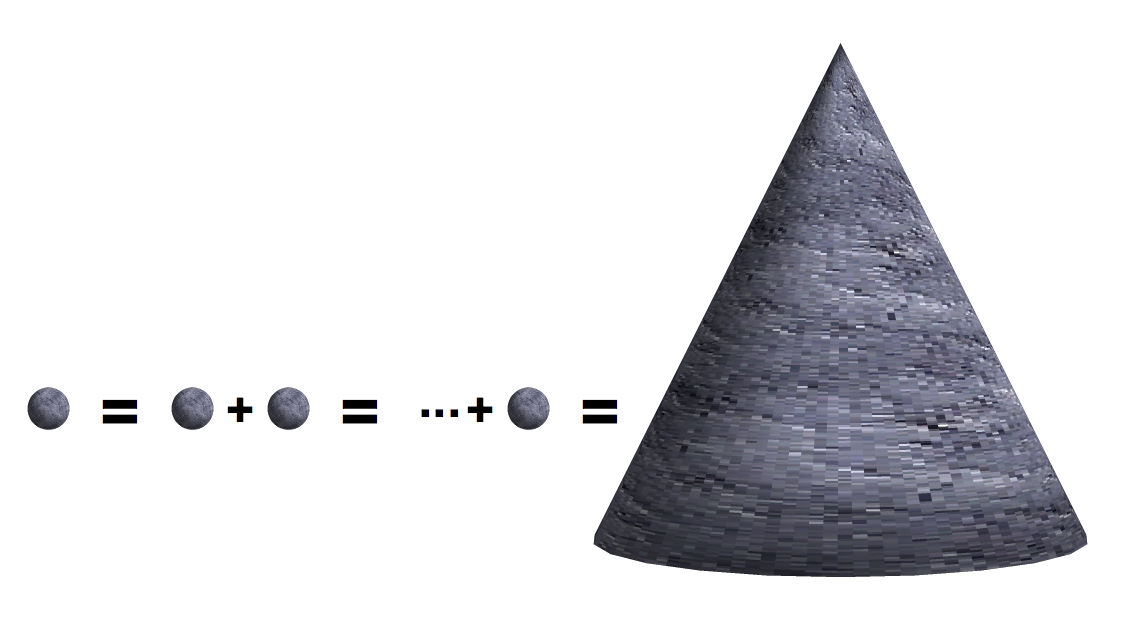
連鎖悖論的加法型態

連鎖悖論的加法型態稱為王氏悖論、麥子堆悖論，王氏悖論由王浩所提出。以下用一個情境做說明：
前提：1為一個很「小」的數
n粒麥子被定義為「很少」，那n粒麥子+1還是與一開始的數量n相差無幾，所以還是少。
n+2麥子是n+1+1，由兩個1組成，所以還是少。n+3、n+4、n+5……無論如何，麥子永遠怎麼加，其數量還是為「少」，但是，這明顯和一般的認知不一致，所以為假。
舉一個生活中的例子：
設身高n為矮，則n+1還是矮，n+2依然是矮……因此沒有人是高的，但是這明顯和一般的認知不一致，所以為假。

## 減法型態

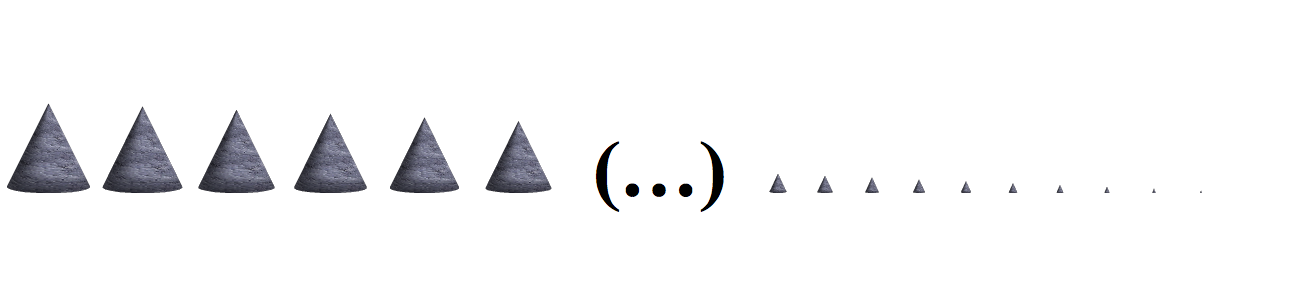
連鎖悖論的減法型態

連鎖悖論的減法型態稱為沙丘悖論、禿子悖論。以下用例子做說明：

前提：1為一個很「小」的數、沙堆=很多的沙組成
設n為一沙堆，則n-1還是沙堆，（n-1）-1依然是沙堆……最後剩下一粒沙時，卻還是被稱為沙堆，但是，這明顯和一般的認知不一致，所以為假。

## 說明
這個悖論產生的原因即為人類語言的含糊性，許多的形容詞是主觀的，例如：「高」、「矮」、「胖」、「瘦」等形容詞，或是意義曖昧不明的其他詞語。而在科學的語言中，詞語的語義大多具有明確的界線，是較為客觀的。當用理性態度看待人類語言時，就會發現其中不乏有含糊、無明確界線的詞彙。雖然沒有定義「多」的標準與「少」的標準，但依然能夠容易的將其依數量歸到相應的集合中。
至於連鎖悖論與連續體謬誤的關係，連鎖悖論是由正確的前提和正確的推理，卻得到一個明顯與認知上不一致的結果，而連續體謬誤則是針對連鎖悖論的結論，認為X與非X並沒有區別。兩者雖然相似，但有些微的差距。